# マルコ・リヴァヤ
マルコ・リヴァヤ（Marko Livaja, 1993年8月26日 - ）は、クロアチア・スプリト出身のサッカー選手。プルヴァHNL・ハイドゥク・スプリト所属。元クロアチア代表。ポジションはFW。

## 経歴

### クラブ
ハイドゥク・スプリトの下部組織出身。2011年にインテル・ミラノの下部組織へ移籍。EU枠やトップチームの選手の都合で、2011年はルガーノやチェゼーナへレンタル移籍。チェゼーナ在籍中の2011年10月16日、フィオレンティーナ戦でセリエAデビューを果たした。
2012年1月にインテル・ミラノ復帰。当初はプリマヴェーラでプレーし、アンドレア・ストラマッチョーニ監督の下でU-19世代のUEFAチャンピオンズリーグに相当するNextGen シリーズ優勝に貢献。シーズン途中にストラマッチョーニがトップチームの監督に就任すると、自身もトップチームの練習に参加する機会を得た。
翌2012-13シーズンはキャンプからトップチームに帯同し、プレシーズンマッチにも出場。8月3日に行われたUEFAヨーロッパリーグ予選3回戦のハイドゥク・スプリト戦に途中出場し、古巣相手にインテル・ミラノでの公式戦初出場を果たした。8月26日にはペスカーラ・カルチョとの開幕戦に途中出場しセリエA初出場を果たし、9月21日のヨーロッパリーグ・ルビン・カザン戦では初先発出場で公式戦初ゴールを決めた。しかしロドリゴ・パラシオやアントニオ・カッサーノ、ディエゴ・ミリートなどベテランの牙城を崩すことは出来ず、6試合の出場に留まり放出候補となった。
2013年1月31日、エセキエル・スケロットのインテル・ミラノ移籍に伴う取引で、アタランタへ共同保有で移籍した。
2014年5月15日、ロシア・プレミアリーグに所属するルビン・カザンへ完全移籍することが発表された。2015-16シーズンはエンポリへローンとなり再びイタリアでプレーした。
2016-17シーズンよりプリメーラ・ディビシオンのラス・パルマスへ加入。2017年7月1日、ギリシャ・スーパーリーグのAEKアテネへシーズンローンとなることが発表された。
2021年2月17日、2020-21シーズン終了までの短期契約でハイドゥク・スプリトに加入した。後半戦17試合で7得点8アシストを記録すると、シーズン終了後にクラブとの契約を延長。2021-22シーズンのプルヴァHNLでは、リーグ戦通算28得点を挙げてリーグ得点王に輝いた。

### 代表
U-14から各年代別のクロアチア代表を経験。2013 FIFA U-20ワールドカップに出場している。
2022年11月9日、W杯カタール大会に臨むメンバーの1人に選ばれ、グループリーグ第2戦のカナダ戦では1ゴールを挙げた。

## 代表歴

### 出場大会
- クロアチア代表
  - 2022 FIFAワールドカップ

### 試合数
- 国際Aマッチ 21試合 4得点（2018年-）[17]

| クロアチア代表 | 国際Aマッチ | 国際Aマッチ |
| 年             | 出場        | 得点        |
| -------------- | ----------- | ----------- |
| 2018           | 4           | 0           |
| 2019           | 0           | 0           |
| 2020           | 0           | 0           |
| 2021           | 7           | 2           |
| 2022           | 9           | 2           |
| 2023           | 1           | 0           |
| 通算           | 21          | 4           |

## タイトル

### クラブ
AEKアテネ
- ギリシャ・スーパーリーグ: 2017-18

ハイドゥク・スプリト
- フルヴァツキ・ノゴメトニ・クプ: 2021-22, 2022-23

### 個人
- プルヴァHNK得点王: 2021-22